# 熊野の長フジ

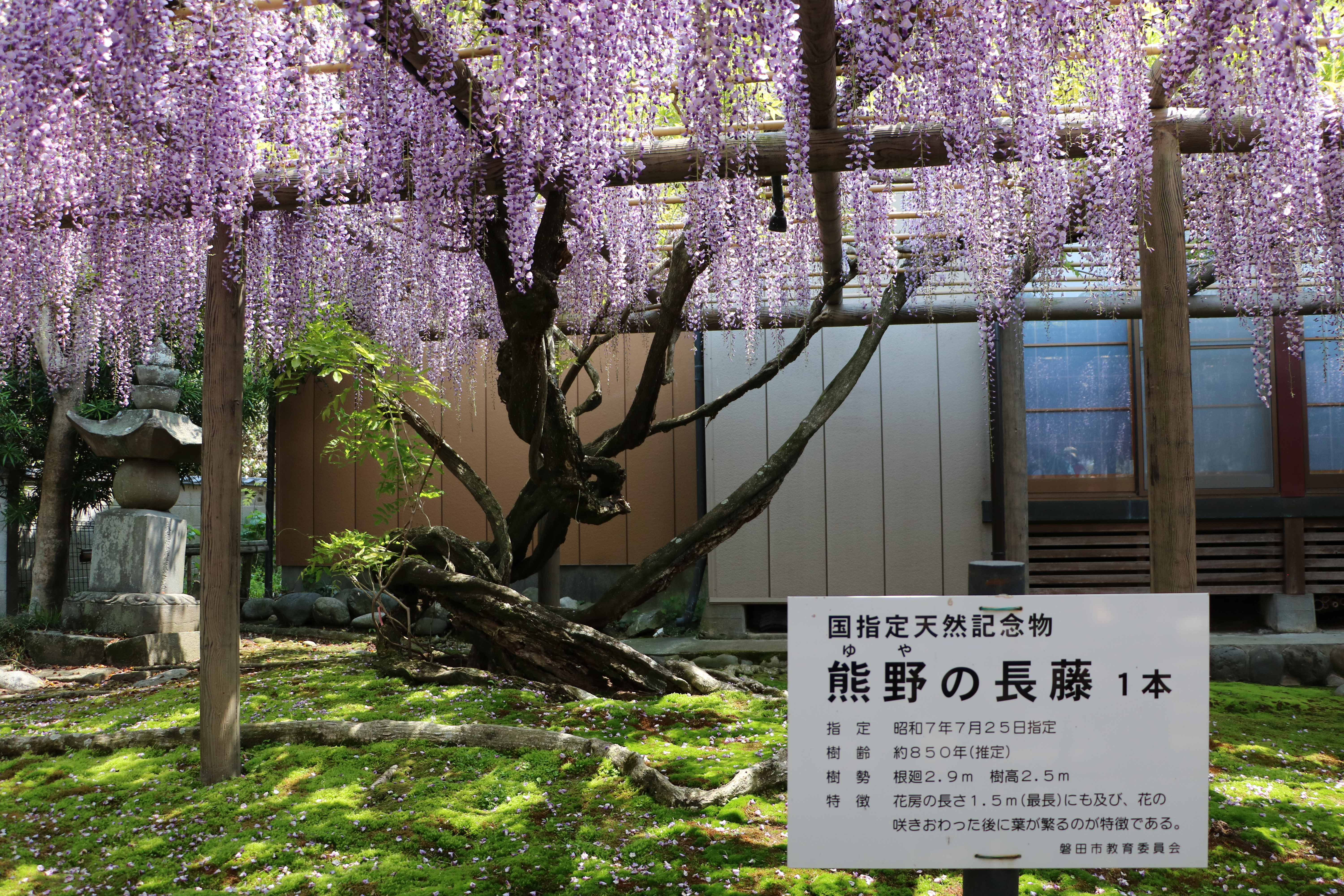
熊野の長フジ。国指定天然記念物の株。2022年4月20日撮影。

熊野の長フジ（ゆやのながフジ）は、静岡県磐田市池田の行興寺（ぎょうこうじ）の境内に生育する、国の天然記念物に指定されたフジ（藤）の巨大な老樹である。指定名称に冠された「熊野（ゆや）」とは地名ではなく、世阿弥作の能として知られる『熊野（ゆや）』の登場人物「熊野御前（ゆやごぜん）」から名付けられたものである。熊野御前は能楽の登場人物ではあるものの実在した人物で、平安時代末期にこの池田で生まれ、京に上り平宗盛の寵愛を受けた女性である。
池田（現、磐田市池田）は能楽の熊野の中で登場する「遠江の国池田」のことで、熊野御前の墓所もここ池田の行興寺にあって、国の天然記念物に指定された境内のフジの老樹も、その起源は熊野御前が植えたものという伝承が残されているほど、長い歴史を持つフジ（野田藤）の老樹・名木であり、1932年（昭和7年）7月25日に国の天然記念物に指定された。
境内には巨大な藤棚が設けられ、国指定天然記念物として1株、静岡県指定天然記念物5株のフジの老樹があり、これ以外にも赤藤や白藤など多数のフジの巨樹から多数の花房が長く垂れ下がり、例年4月中下旬から5月初旬の開花時期には多くの見学者で賑わう。日本国内に8件ある国の天然記念物に指定されたつる性樹木の1つである。

## 解説

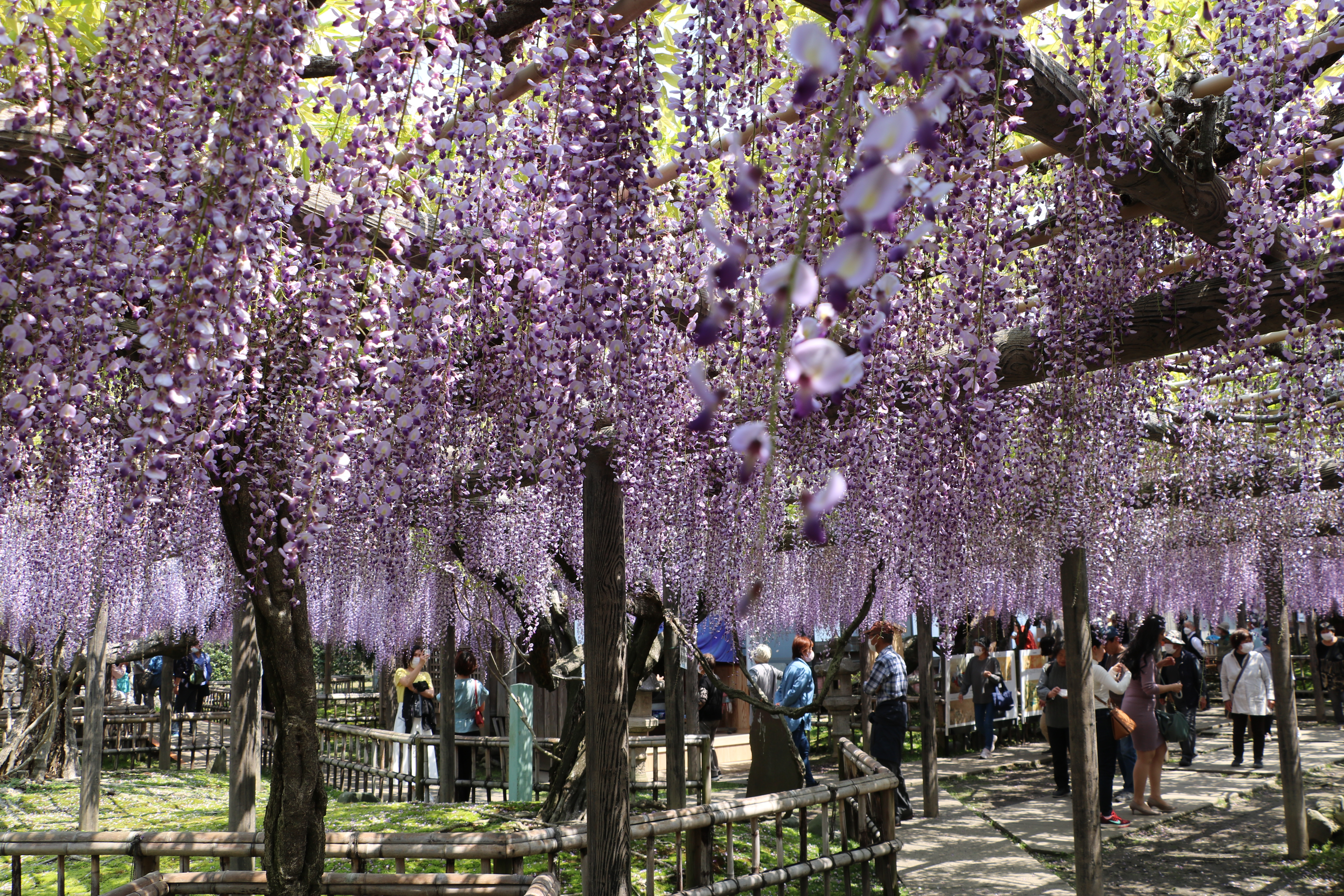
熊野の長フジ。2022年4月20日撮影。

熊野の長フジのある静岡県磐田市池田は、天竜川左岸（東岸）の水田と宅地が混在する平坦な地形の一帯で、天然記念物に指定された熊野の長フジの生育する行興寺（ぎょうこうじ）も、天竜川東岸の土手（堤防）を背にした一角に所在し、山門の南側を東西に通じる旧道を100メートルほど西へ行ったところには、徳川家康が天竜川の渡し舟の渡船権利朱印状を池田地区の人々に与え保護したという「池田の渡し」跡がある。

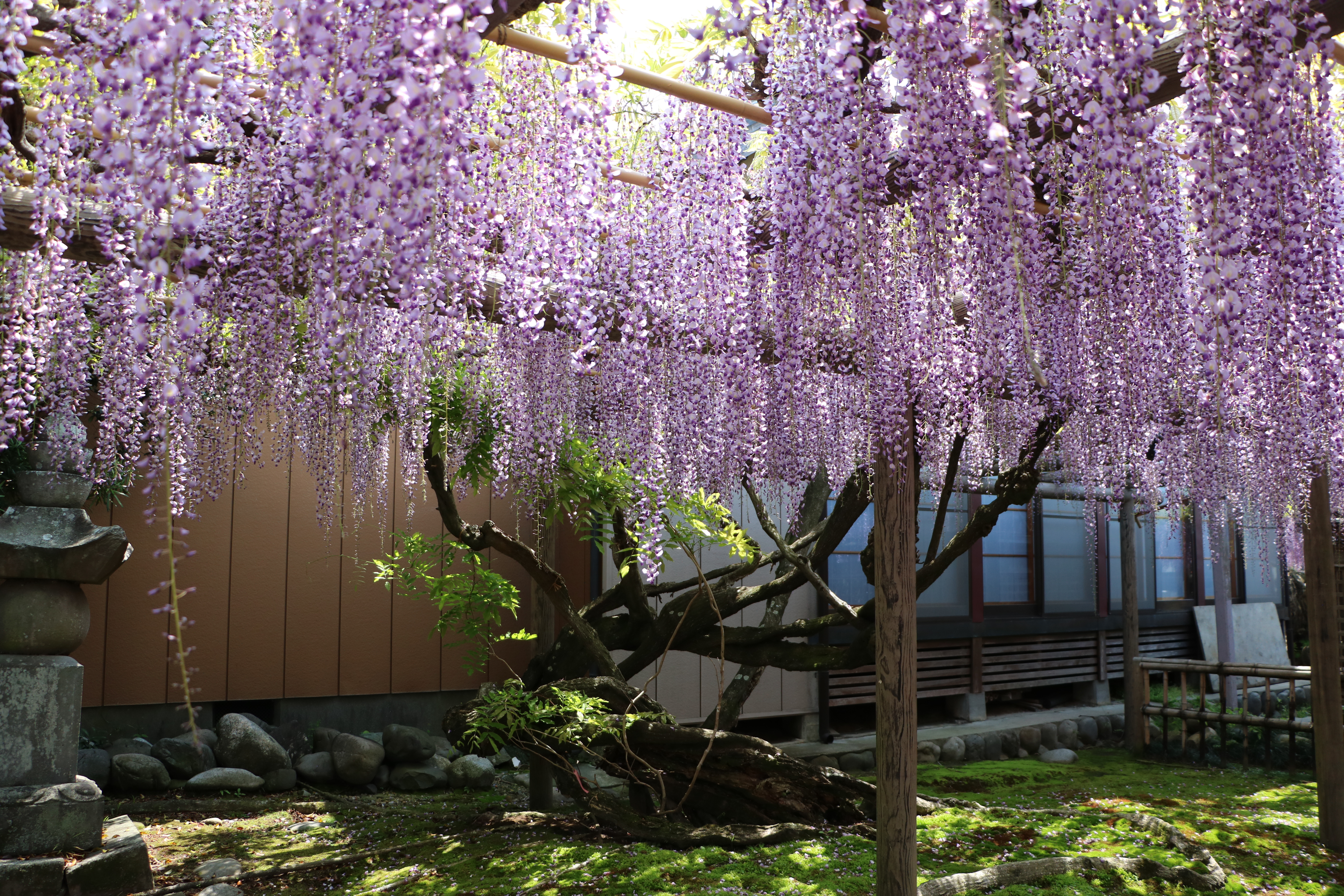
熊野の長フジ。国指定の株。2022年4月20日撮影。

国の天然記念物に指定された熊野の長フジの個体は、行興寺境内の北西側にある大きなフジの老樹の1株であるが、境内には静岡県の天然記念物に指定された老樹も5株あって、国指定1株、県指定5株の合計6株のフジの老樹から伸びた蔓が一体となって、境内に設けられた藤棚の全面に広がっている。
行興寺のフジは古くから長フジと呼ばれ、その長さは年度ごとに異なるが、花房の長さは1メートル以上、最大1.5メートルに達し、過去には2メートルに達したこともあり「地面に届くほどだ」と喧伝されたこともあったという。
この藤棚は1907年（明治40年）頃に設けられたもので、1958年（昭和33年）の資料によれば藤棚の総面積は120坪におよび、その当時すでに国指定外の5株の蔓とともに藤棚の上を這いまわっていたという。なお、1995年（平成7年）の資料での藤棚の面積は369平方メートルであったが、今日では境内北側に隣接して設置された「豊田熊野記念公園」の藤棚と合わせると、約1,600平方メートルと言う巨大な規模になっている。
国の天然記念物に指定された株は本堂の北西側の建物に隣接した場所に生育する大きな株で、根元から2つの支幹に分かれ、一方は東側へ、他方は西側へ斜め上に伸び藤棚に向かっている。根廻りは約180センチメートル、推定される樹齢は800年から850年という老樹で、明治の初年には、このフジの蔓が付近の大木に巻きついて締め付けて、この大木を枯死させたという。
静岡県の天然記念物に指定された5株の諸元は次の通り。
1. 目通り180センチメートル、根廻り240センチメートル、樹高250センチメートル、枝張り東8.0メートル、西9.5メートル、南9.0メートル、北3.0メートル[12]。
2. 目通り130センチメートル×2（2幹立）、根廻り250センチメートル、樹高250センチメートル、枝張り東6.0メートル、西5.0メートル、南9.0メートル、北1.0メートル[12]
3. 目通り140センチメートル、根廻り190センチメートル、樹高250センチメートル、枝張り東10.5メートル、西2.5メートル、南7.5メートル、北10.0メートル[12]
4. 目通り140センチメートル、根廻り160センチメートル、樹高250センチメートル、枝張り東6.0メートル、西5.0メートル、南7.5メートル、北3.0メートル[12]
5. 目通り90センチメートル、根廻り140センチメートル、樹高250センチメートル、枝張り東10.0メートル、西6.0メートル、南2.0メートル、北4.0メートル[12]

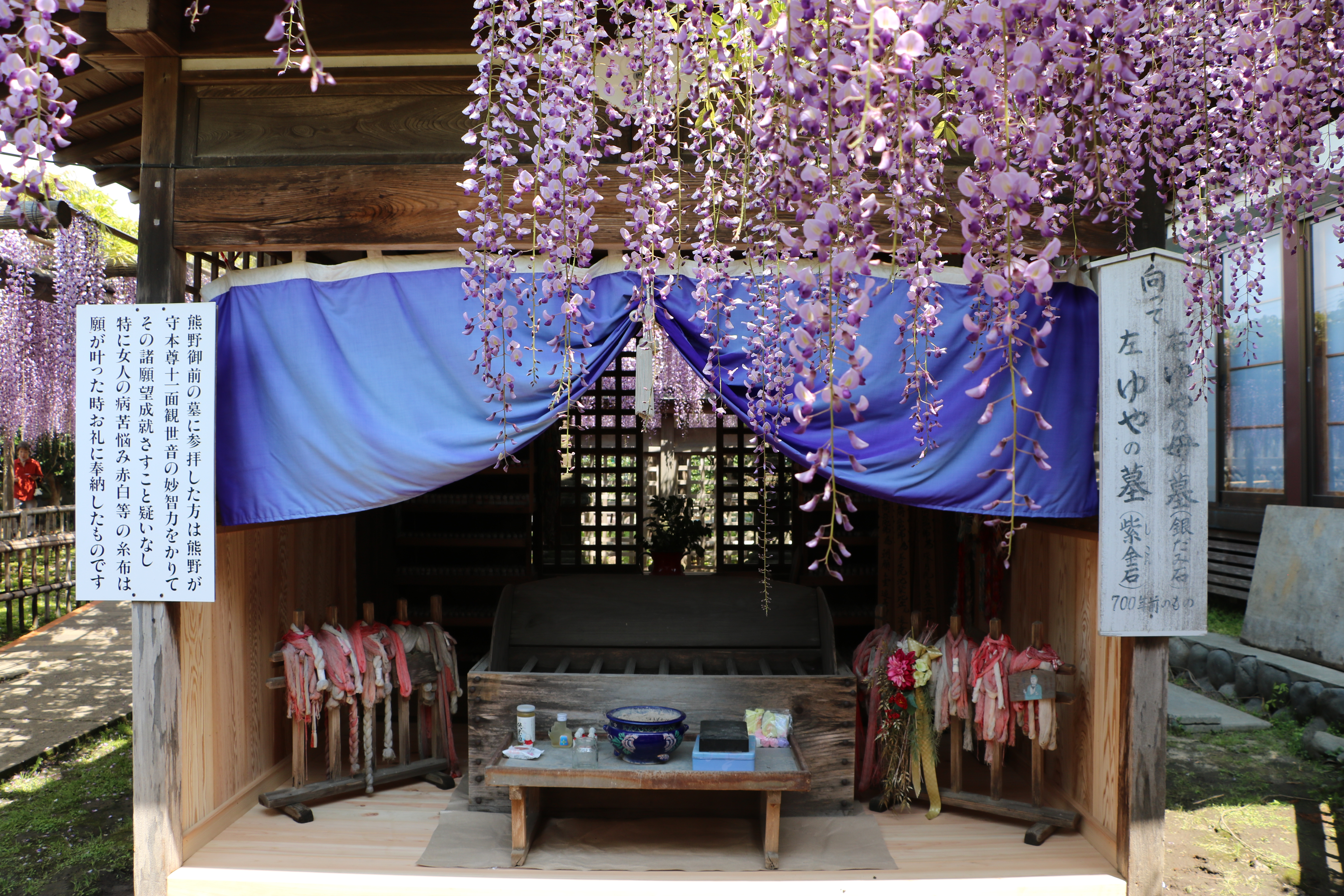
境内にある熊野御前の墓所。2022年4月20日撮影。

静岡県文化局文化財課の解説によれば、いずれも樹齢は250年ほどで花房の長さは1メートルから1.5メートルに達し、一部の幹面に腐朽が見られるものの、現時点では保存や生育に支障はないという。
藤棚で囲まれた本堂の左側には、世阿弥作の能として知られる『熊野』の登場人物「熊野御前」とその母の墓所がある。熊野御前は池田庄の庄司藤原重徳の娘で、熊野権現に祈願して生まれたため「熊野（ゆや）」と名付けられたといい、成長すると才色兼備の女性として知られるようになり、1180年（治承4年）に京へ上り平宗盛の寵愛を受けた。やがて生まれ故郷の池田に住む実母が重病と知らされ、主人である平宗盛に暇を願い出るが聞き入れられず、涙ながらにその心情を和歌に託したという。それを知った宗盛はさすがに哀れと思い、熊野の願いを聞き入れ、熊野は飛ぶように故郷遠江の国池田へ急いだという。
これらの由来から、熊野御前は親孝行者の女性として後の世に言い伝えられ続け、母の冥福を祈った熊野御前がお堂を建立したことが行興寺の始まりで、境内にある国の天然記念物に指定されたフジの老樹も熊野御前が植え、大切に愛でたフジの孫、玄孫であるという伝承が残されているという。

## 交通アクセス
所在地
- 静岡県磐田市池田330[15]。

交通
- 東海旅客鉄道（JR東海）東海道本線豊田町駅下車。藤まつり開催期間中は臨時シャトルバスが運行[† 2]。
- 東名高速道路磐田インターチェンジまたは浜松インターチェンジから車で約15分[10]。